# Margueritte Sauvage
Margueritte Sauvage (París, 1978) es una dibujante y guionista francesa. Es reconocida por su trabajo principalmente en el ámbito del arte como escritora e ilustradora para revistas y cómics. También es conocida por su trabajo en el ámbito de la animación, donde ha destacado en la serie Wonder Woman.

## Biografía
Sauvage nació en París, donde más tarde se graduó en derecho y comunicación, pero decidió seguir su pasión por la ilustración y el arte. Su carrera despegó cuando fue contratada como artista freelance por una compañía de telecomunicaciones, lo que marcó el inicio de una trayectoria que abarca Europa, América, Japón y Corea. Conocida por su estilo fresco y dinámico, Sauvage ha logrado consolidarse como una figura destacada en el panorama artístico internacional.

## Carrera literaria
Ha trabajado como artista para editoriales como DC Comics, Marvel y Archie Comics, participando en proyectos icónicos como DC Bombshells, Faith, The Dreaming, Batgirl, Thor, X-Men, Civil War, Scarlet Witch y Wonder Woman 84. Además de su labor como ilustradora, ha contribuido como escritora, destacando su trabajo en Faith’s Winter Wonderland Special. En el ámbito francófono, ha colaborado bajo el pseudónimo de Mady Martin con editoriales como Dupuis, Delcourt, Jungle y Casterman.
En televisión, fue creadora de la serie animada Cultural Quest with Mister Otter (Les Aventures Culturelles de Monsieur Loutre), donde participó tanto en la definición gráfica como en la escritura de algunos guiones. Esta producción fue emitida en varios países y marcó su entrada en la industria de la animación y los videojuegos, trabajando para algunas empresas de ambos sectores, como FoxKids y Ubisoft, como diseñadora de fondos y personajes desde finales de los años 90.

## Premios y reconocimientos
Marguerite Sauvage ha sido nominada a prestigiosos premios como los Eisner, GLAAD y Russ Manning. Su obra ha sido seleccionada repetidamente por la Sociedad de Ilustradores, American Illustration y Spectrum, consolidando su reputación en el ámbito artístico.

## Legado y estilo
El legado de Sauvage radica en su capacidad para capturar emociones y narrativas complejas con un estilo vibrante y colorido que combina energía y elegancia. Su estilo como ilustradora ha sido elogiado por reflejar la fuerza y gracia de personajes emblemáticos como Wonder Woman, así como por modernizar historias clásicas en proyectos como Archie Comics.

## Obras destacadas
- Faith:[16] Sauvage trabajó en la serie de cómics "Faith" de Valiant Comics[17] en 2016, que sigue las aventuras de Faith Herbert, una superhéroe con habilidades psíquicas. Su arte en esta serie fue muy elogiado por su energía y colorido.
- Archie Comics: Sauvage ha trabajado en varias ocasiones en cómics de Archie Comics[18] desde 2016, aportando su talento para ilustrar historias frescas y contemporáneas sobre los personajes clásicos como Archie, Betty, Veronica y Jughead.
- Wonder Woman: Sauvage también ha colaborado en proyectos relacionados con Wonder Woman[19] desde 2015, uno de los personajes más emblemáticos de DC Comics. Su estilo artístico ha sido elogiado por capturar la fuerza y la gracia de la princesa amazona.[20]